# HD35693
HD35693 — хімічно пекулярна зоря спектрального класу A2, що має видиму зоряну величину в смузі V приблизно  6,2.
Вона  розташована на відстані близько 461,3 світлових років від Сонця.

## Фізичні характеристики
Зоря HD35693 обертається 
досить швидко 
навколо своєї осі. Проєкція її екваторіальної швидкості на промінь зору становить  Vsin(i)= 91км/сек.

## Пекулярний хімічний вміст
Зоряна атмосфера HD35693 має підвищений вміст 
Cr
.